# Diduga costata
Diduga costata là một loài bướm đêm thuộc phân họ Arctiinae, họ Erebidae.